# Blue Ash (Ohio)
Blue Ash est une ville américaine située dans le comté de Hamilton dans l'État de l'Ohio. En 2010, sa population était de 12 114 habitants.

## Traduction
- (en) Cet article est partiellement ou en totalité issu de l’article de Wikipédia en anglais intitulé « Blue Ash, Ohio » (voir la liste des auteurs).